# Efectul Tyndall
Efectul Tyndall este un fenomen de dispersie a luminii incidente de către niște particule macroscopice (particule coloidale, sau particule în suspensie), având dimensiuni comparabile cu lungimea de undă a luminii. Acest efect este vizibil în sistemele coloidale, suspensii și emulsii. 
Este un proces similar dispersiei Rayleigh, în aceea că intensitatea luminii împrăștiate este direct proporțională de frecvența luminii la puterea a patra, astfel încât lumina albastră este mai mult dispersată decât lumina roșie. Diferența dintre dispersia Tyndall și dispersia Rayleigh este dimensiunea particulelor care împrăștie lumina: în timp ce în primul caz, particulele au o dimensiune comparabilă cu cea a undei, în cazul dispersiei Rayleigh, dimensiunea particulelor este mult mai mică (molecule, atomi). 
Culoarea albastră a irisului se datorează dispersiei Tyndall în stratul turbid al irisului. Irișii bruni și negri au același strat turbid, doar că acesta conține mult mai multă melanină, care absoarbe lumina. În absența ei, stratul devine translucid. 
Dispersia Tyndall este folosită în determinarea mărimii și densității particulelor în coloizi cu (ultramicroscop și nefelometrie).